# アカデミー・オブ・ミュージック (Hits Village New York)
アカデミー・オブ・ミュージック Hits Village New York（アカデミー・オブ・ミュージック ヒッツ ビレッジ ニューヨーク）は、東京都渋谷区道玄坂にある音楽学校。
Boyz II Menのネイザン・モリスが名誉校長を務める、ボーカル、デスクトップミュージック、Pro Tools等の分野におけるプロ養成校。ボイストレーニングに関しては、Boyz II MenやWhitney HoustonのボイストレーナーをつとめるGary Catona氏のVoice Building メソッドを国内において独占契約。
学校法人ではない為、2年制修了時に専門士の資格は取得出来ない。
「桜ノ雨」で日本クラウンからメジャーデビューを果たしたabsorbのメンバー、森晴義、笹原翔太はHits Village New Yorkのレッスン生。
ユニバーサルミュージックからメジャーデビューを果たしたGILLEはHits Village New Yorkのレッスン生。

## 沿革
- 2003年 アカデミー・オブ・ミュージック　Hits Village New York設立
- 2007年 Boyz II Menのネイザン・モリスが名誉校長に就任
- 2008年 absorbが日本クラウンからメジャーデビュー

## 音楽学科

### 本科
昼間部と夜間部，1年制と2年制を設置
- プロフェッショナルボーカル科（3コース4専攻）
  - 総合ボーカルコース
  - ボーカルアーティストコース
  - ボーカルパフォーミングコース
    - R&B/Soul Vocal専攻
    - J-pop/Rock Vocal専攻
    - Jazz Vocal専攻
    - Hip Hop/Rap Vocal専攻
- サウンドクリエーター科（2コース）
  - ミュージッククリエーターコース
  - クリエイティブギタリストコース
- クリエイティブエンジニア科（2コース）
  - レコーディングクリエーターコース
  - PAエンジニアコース（平成21年4月開設予定）

### 単科
- ボーカルコース
  - ボイストレーニングコース
    - ボイストレーニング入門コース
    - ボイスビルディング＆基礎ボイストレーニングコース
    - ボイスビルディング4コース
    - 基礎ボイストレーニングコース

  - ボーカルトレーニングコース
    - ボーカルテクニックコース
    - イングリッシュシンギングコース
    - オプション ボーカルクリニック
    - ゴスペルコーラスコース

  - ネイザン・モリス of Boyz II Men 学内オーディション対応コース
    - NMレビューコース
- ミュージッククリエーターコース
  - コンピューターミュージックコース
  - ギタリストコース
- レコーディングエンジニアコース
  - ProTools コース
  - SSLコンソールオペレーションコース

## イベント

### ライブ
学校主催のライブイベントを2～3ヶ月に1回のペースで開催。基本的には在籍生徒が出演しているが、一般からの出演も可能。

### オーディション
年に1回、在籍生徒および一般からの応募によりオーディションを開催。2次～3次審査までを行い最終選考としてライブハウスにてレコード会社・プロダクションの前でパフォーマンスを披露する。
その場で優勝者を決めるというわけではなく、声がかかり話し合いの場が持たれる。

## 交通
- JR山手線・東急東横線・東急田園都市線・京王井の頭線・東京メトロ銀座線・半蔵門線 渋谷駅下車 徒歩5分